# 이천송정중학교
이천송정중학교(利川松亭中學校)는 대한민국 경기도 이천시 송정동에 있는 공립 중학교이다.

## 학교 연혁
- 2002년 1월 14일 : 24학급 설립 인가
- 2002년 3월 1일 : 초대 한영호 교장 취임
- 2002년 3월 5일 : 제1회 신입생 입학(3학급 97명)
- 2005년 2월 16일 : 제1회 졸업식 117명 졸업
- 2011년 4월 1일 : 교과부 지정 자율형 창의경영학교 운영(3년간)
- 2023년 3월 1일 : 제8대 김동성 교장 취임
- 2024년 1월 10일 : 제20회 졸업생 배출 (223명, 총 4,124명)
- 2024년 3월 4일 : 제23회 신입생 입학 (8학급 247명)

## 참고 자료
- 이천송정중학교 - 한국교육학술정보원 학교알리미